# 限定的贖罪
限定的贖罪（げんていてきしょくざい、Limited atonement、definite atonement、particular redemption）は、イエス・キリストの十字架の贖いの死は、救いに選ばれた者のためだけであり、すべての人のためではないという教理。特にカルヴァン主義神学を明らかにしたドルト信仰基準の5特質（頭文字をとりTULIP）の一つ。この教理はアルミニウス主義の不特定の贖罪と対立する。

## 聖書
聖書箇所はヨハ10:15、エペ5:25である。

## 父による選び
絶対者がすべての人を愛されるとは、神が特定の選民をすべて愛されるという意味であり、他の人は神の特別の愛が与えられず、一般恩寵しか受けない。

## キリストの贖い
キリストの十字架はすべての人を贖われたのではなく、選ばれた者だけを確実に贖われた。キリストの贖いは完全であり、すべての人を贖われたのであれば、万人が救済されてしまうが、滅びる者らがいる。

## 聖霊の内住
第二コリ5:14-15の「すべて」の語もすべての選ばれた者の意味である。神は特定の人のみを愛され、特定の人のためにのみキリストは死に、特定の人は神から聖霊を送られ、聖霊によって罪に対して死ぬことが出来る。

## すべての人に対して
ローレン・ベットナーはキリストの十字架により、滅ぼされる人を含めて、すべての人が何らかの恩恵を受けることを否定していない。

## アルミニウス主義
アルミニウス主義は限定的贖罪を否定するが普遍的償罪のワザをキリストがされた時に、常に脱落する者がいるので普遍的に人類の全員の人に最終的な救済が約束され予定された訳のものでもない（普遍的償罪主義）。